# 28821 Harryanselmo
28821 Harryanselmo è un asteroide della fascia principale. Scoperto nel 2000, presenta un'orbita caratterizzata da un semiasse maggiore pari a 2,2239758 UA e da un'eccentricità di 0,1137458, inclinata di 5,08679° rispetto all'eclittica.